# Sint-Remigiuskerk (Borken)
De Sint-Remigiuskerk (Duits: Kirche St. Remigius) is de oudste kerk in de Duitse plaats Borken (Noordrijn-Westfalen). De parochiekerk bevindt zich in het centrum van de stad.

## Geschiedenis
De stichter van het aan de kerk verbonden stift, Johannes Walling, was zelf afkomstig uit Borken. Zijn vader kreeg van de graven van Kleef het goed Lepping zu Hoxfeld als leen en verpandde dit om een studie voor zijn zoon in Rome te kunnen betalen. Walling promoveerde daar tot doctor decretalium en werd vervolgens tot auditor van het Apostolische Hof benoemd en later tot pauselijk kapelaan van paus Eugenius IV. Op verzoek van Walling verhief deze paus op 16 april 1433 de parochiekerk van Borkum tot een collegiale kerk van het nieuwe stift, waarvan Walling de eerste dechant werd. Uit zijn familievermogen schonk Walling een prebende.
Het stift wist tweemaal aan sluiting te ontsnappen. Tot de dood van de laatste dechant in 1912 bleef het kapittel kerkrechtelijk voortbestaan.

## Proosdijkerk
Op 1 april 1934, op een paaszondag, verhief bisschop Clemens August von Galen de parochiekerk Sint-Remigius tot proosdijkerk (ecclesia praeposita, als hoofdkerk van een stad resp. regio). Voorzitter van het kapittel is de proost. De kanunniken van de proosdijgemeente Sint-Remigius zijn tegenwoordig voornamelijk kapelaans, d.w.z. priesters in het eerste jaar na hun wijding.

## Gebouw
Uit opgravingen in 1950 is gebleken dat op de plaats een karolingische houten kerk heeft gestaan. Ook werden er bewijzen gevonden van de opvolgende gebouwen. Rond 1150 werd de houten kerk vervangen door een stenen romaanse kerk, waarvan de onderste twee verdiepingen van de toren stammen. Dit bouwwerk was vooralsnog eenschepig waaraan later twee zijschepen werden toegevoegd. Toen de kerk de status van een collegiale kerk kreeg, begon men met de bouw van een laat-gotische, driebeukige hallenkerk van drie traveeën. Van dit gebouw werd tegen het einde in de 19e eeuw het oude koor afgebroken om de kerk met een vierde travee en een nieuw koor met 5/8 afsluiting in neogotische stijl te verlengen. Elke beuk heeft een eigen zadeldak. De kruisribgewelven rusten op ronde pijlers.
Naast de toren bevinden zich in het noorden de Mariakapel (Marienkapelle; de voormalige Michaëlkapel) van 1455 en in het zuiden de Kruiskapel (Kreuzkapelle) van 1468. Schuin voor de toren en de Kruiskapel werd de Allerheiligenkapel resp. de Olijfbergkapel met een westelijke trapgevel toegevoegd. Tot de verwoesting in 1945 bevond zich hier een beeldengroep van Jezus met zijn discipelen in de hof van Getsemane. Tegenwoordig dient de ruimte als sacristie.
De Remigiuskerk werd in maart 1945 grotendeels verwoest en in het begin van de jaren 1950 herbouwd.

## Inrichting
- Het doopvont is het oudste voorwerp in de kerk en staat tegenwoordig in het koor opgesteld.
- Aan de oostelijke muur van het zuidelijke zijschip hangt het Borkener gaffelkruis uit de eerste helft van de 14e eeuw. Het kruis kon in 1953 tegen hoge kosten weer worden gerestaureerd. Tijdens de restauratie vond men in het hoofd van het corpus een in perkament gewikkeld houten relikwie. Op dezelfde plaats onder het gaffelkruis bevindt zich een relikwie van de zalige kardinaal Clemens August von Galen.
- De Mariakapel herbergt een Heilig Graf-voorstelling uit de 15e eeuw. In dezelfde ruimte staat ook een piëta van eikenhout, die eveneens uit de 15e eeuw stamt.
- Een circa 500 jaar oud eiken beeld van Anna te Drieën kreeg een plaats in de Kruiskapel.
- Van het interieur van voor de verwoesting in 1945 bleef een 15e-eeuws Mariabeeld bewaard.
- Het gotische sacramentshuis overleefde het bombardement niet en wordt tegenwoordig vervangen door een dodenlantaarn uit de 15e eeuw, die qua vorm en opbouw op een sacramentshuis lijkt en daarom voor dit gebruik geschikt leek. De dodenlantaarn stamt oorspronkelijk uit het klooster Marienbrink of de nabijgelegen Heilige Geestkerk, maar stond vroeger al jarenlang voor de Remigiuskerk.
- Het neogotische koorgestoelte stond ooit in een Nederlands klooster en werd na opheffing in 1983 door de kerk verworven.
- Het barokke beeld Maria van de Onbevlekte Ontvangenis in de torenhal stamt uit 1777 en komt oorspronkelijke uit de Capucijnerkerk Sint-Johannes, waar nu boven de ingang een kopie van het beeld staat.

Om de sobere naoorlogse inrichting van de kerk te verfraaien werden vanaf 1983 meerdere voorwerpen aangekocht dan wel gereconstrueerd.
In de zuidelijke buitenmuur zijn twee grafmonumenten en de sluitstenen van de voormalige vroeggotische hallenkerk ingemetseld.

## Orgels
In de kerk staan twee orgels: een hoofdorgel (met drie manualen) op de westelijke orgelgalerij en een koororgel (met twee manualen), van waar ook het hoofdorgel kan worden aangespeeld.
Nadat het historische orgel in de Tweede Wereldoorlog verwoest werd kreeg de kerk al in 1952 weer een nieuw orgel, dat door Franz Breil uit Dorsten werd gebouwd. In de jaren 1980 besloot men een nieuw instrument aan te schaffen. Het oude orgel werd gedemonteerd en aan een kerk in Zuid-Korea ter beschikking gesteld.
Het nieuwe hoofdorgel bouwde Siegfried Sauer uit Höxter in de jaren 1986-1989. Het instrument heeft sleepladen, de speeltractuur is mechanisch en de registertractuur elektrisch. Het instrument werd met 52 registers uitgerust, verdeeld over het rugpositief, het zwelwerk, het daarboven liggende hoofdwerk en de zijdelingse pedaaltorens. In het zwelwerk bevindt zich een klokkenspel en in het hoofdwerk een cymbelster. Een bijzonderheid is de clarinet 8' in het hoofdwerk, dit register is in een eigen zwelkast ondergebracht.
Nadien werd het instrument met drie registers tot nu 55 registers aangevuld: in 1995 werden in het rugpositief twee zachte stemmen ingevoegd (nr. 32a en 36a) en in 2009 werd in het zwelwerk een vox humana ingebouwd. Ook de suboktaafkoppels werden later ingebouwd.
Het koororgel werd in 1983 door Franz Breil (Dorsten) gebouwd.

## Klokken
In de toren hangen vijf bronzen klokken, die na de Tweede Wereldoorlog werden gegoten:
| Nr. | Naam          | Gietjaar | Gieter | Ø (cm) | Masse (kg) | Nominaal | Inschrift |
| --- | ------------- | -------- | ------ | ------ | ---------- | -------- | --------- |
| 1   | Remigius      |          |        | 173    | 3.350      | h0       |           |
| 2   | Pius          |          |        | 146    | 1.950      | d1       |           |
| 3   | Ludgerus      |          |        | 130    | 1.350      | e1       |           |
| 4   | Marien        |          |        | 116    | 980        | fis1     |           |
| 5   | Christophorus |          |        | 109    | 810        | g1       |           |